# 瓜埠镇
瓜埠镇曾是中国江苏省南京市六合区下属的一个镇。2012年8月瓜埠镇与雄州街道合并为新的雄州街道。瓜埠镇位于六合区东南部，古名“瓜步”，为长江北岸重要渡口，面积42.6平方公里，总人口约2.9万人，下辖6个行政村、1个林场和1个居委会。

## 行政区划
瓜埠镇下辖以下地区：
瓜埠山社区、红光村、红山窑村、台园村、双丰村、贾裴村和砂子沟村。